# Lucania interioris
Lucania interioris é uma espécie de peixe da família Cyprinodontidae.
É endémica do México.